# Rijeke
Rijeke (cyr. Ријеке) – wieś w Bośni i Hercegowinie, w Republice Serbskiej, w gminie Han Pijesak. W 2013 roku liczyła 36 mieszkańców.